# 인도차이나표범

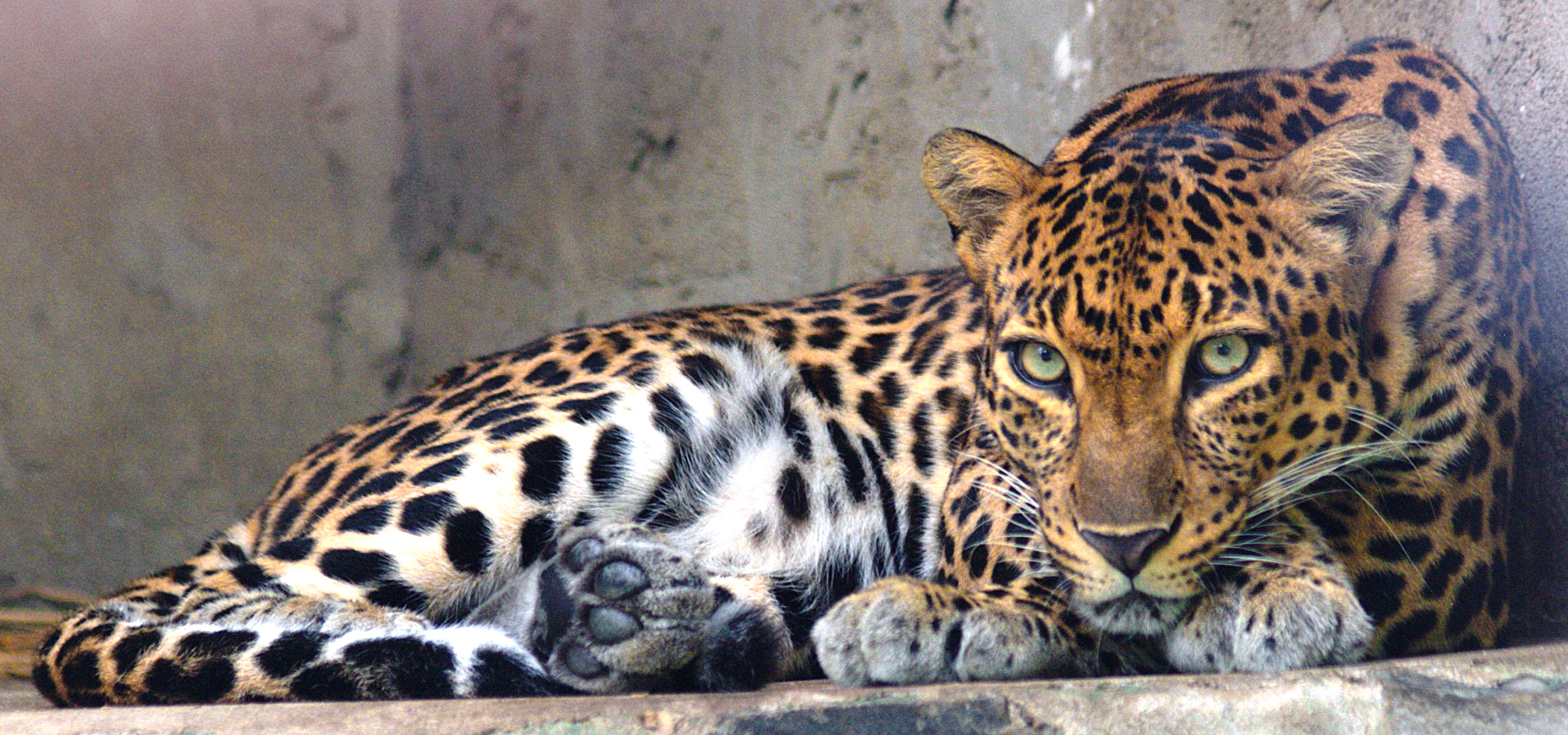

인도차이나표범(Panthera pardus delacouri, Indochinese leopard)은 몸길이 140~160cm 내외로 보통 인도표범보다 약간 작으며 흑표범이 발현되는 아종 중 하나이다. 서식지는 중국의 남부와 동남아시아 일대로 알려져 있다.

## 같이 보기
- 표범
- 잔지바르표범